# توئین پیکس: تکه‌های گمشده
توئین پیکس: تکه‌های گمشده (به انگلیسی: Twin Peaks: The Missing Pieces) یکی از فیلم‌های دیوید لینچ است که در آن سکانس‌های پاک شده از فیلم توئین پیکس: با من بر آتش برو، به هم متصل و به نمایش در می‌آیند.